# 95 tez

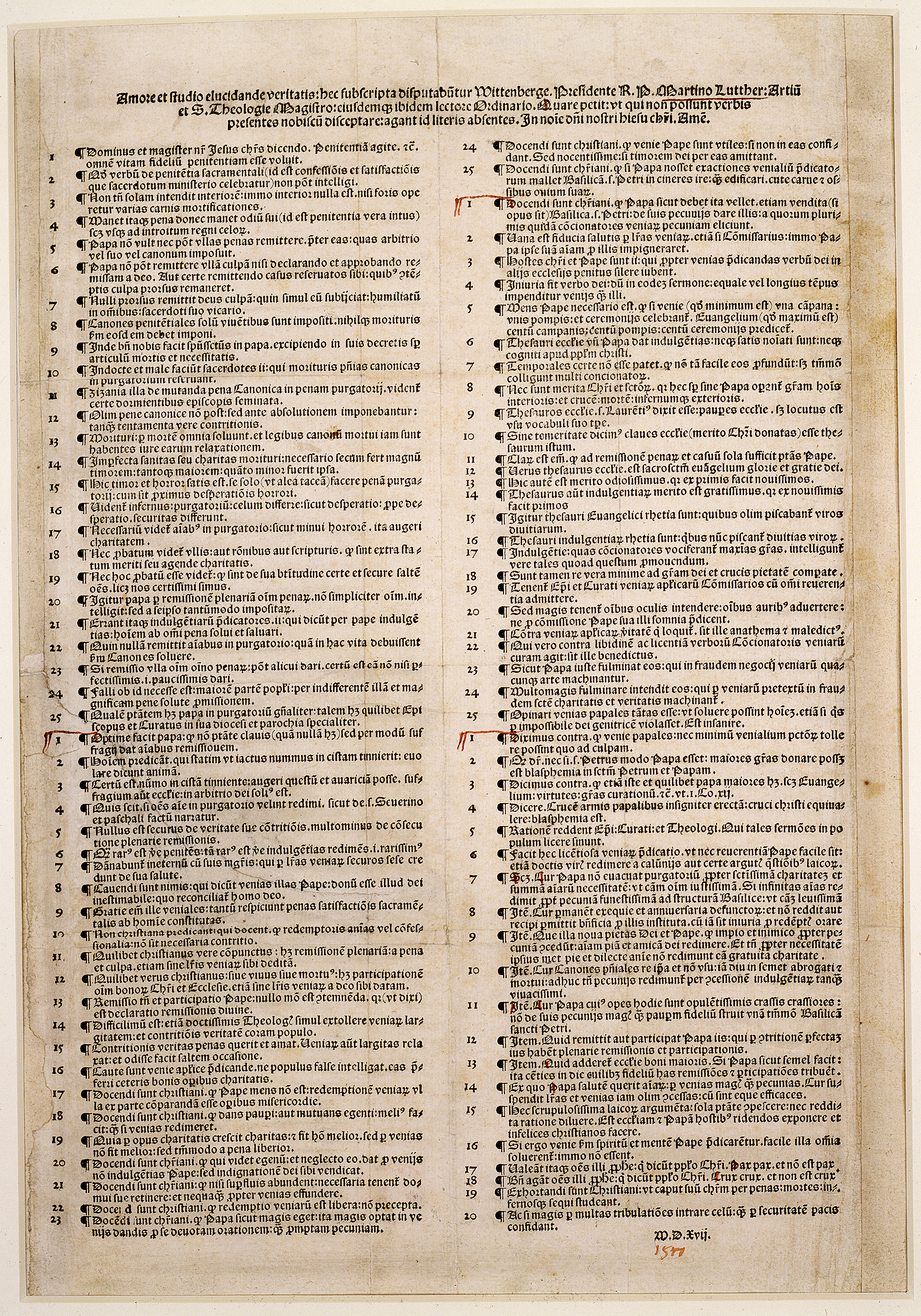
95 tez Marcina Lutra

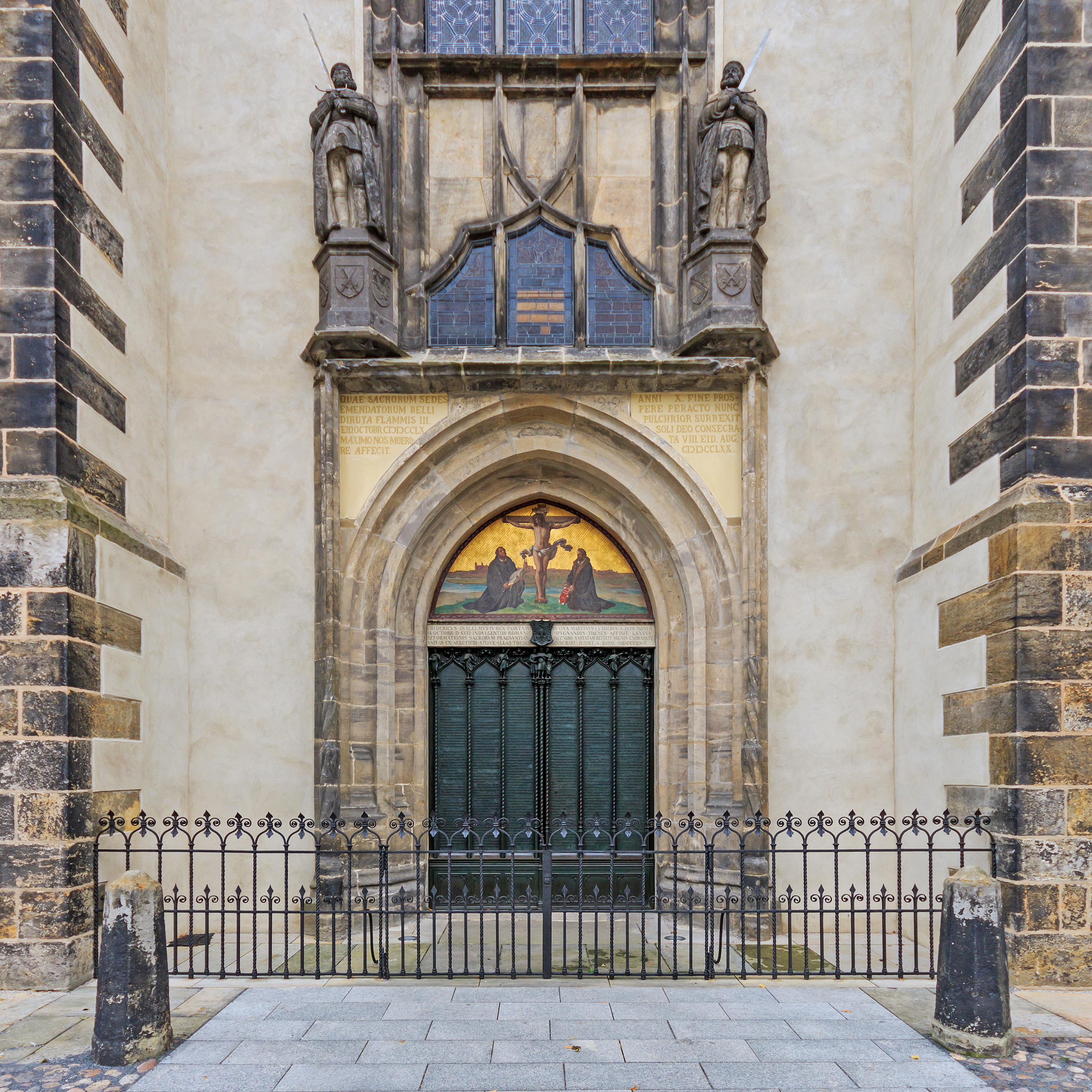
Portal z drzwiami kościoła Wszystkich Świętych w Wittenberdze upamiętniającymi przybicie przez Marcina Lutra 95 tez

95 tez (niem. 95 Thesen) – dokument ogłoszony przez Marcina Lutra w dniu 31 października 1517 w Wittenberdze.
Tezy, będące wezwaniem do publicznej dysputy religijnej na temat istoty i skuteczności odpustów, miały zostać przybite do drzwi katedry zamkowej. Celem Lutra było doprowadzenie do reformy Kościoła rzymskokatolickiego, jednak cel ten nie został osiągnięty i doszło do jego podziału.

## Konflikt wokół odpustów
Powód do pierwszego sporu z Kościołem dała Lutrowi praktyka sprzedawania odpustów prowadzona przez katolicki kler. Dochód pochodzący z ich sprzedaży przeznaczony był w jednej połowie na budowę kościoła Św. Piotra w Rzymie, w drugiej na spłatę długu zaciągniętego na zakup paliusza (oznaki godności arcybiskupiej). 
Handel odpustami, od dawna praktykowany, opierał się głównie na założeniu, że Jezus Chrystus i święci podczas swego życia na ziemi zrobili więcej dobrego, niż było im potrzeba do zbawienia. Nadmiar mógł zatem służyć innym do otrzymania życia wiecznego, a papież miał władzę udzielania uczynków łaski ze skarbca świętych. Ponieważ odpust otrzymywało się za pieniądze, więc tak uzyskane odpuszczenie kar za grzechy dalekie było od uczucia prawdziwej pokuty i żalu. 
Wśród sprzedawców odpustów wyróżniał się dominikanin Johann Tetzel, który w szczególnie jarmarczny sposób sprzedawał listy odpustowe. Kojarzony był z dwuwierszem, którego autorstwo mylnie mu przypisywano: „Skoro pieniądz w szkatule zadzwoni, duszę z czyśćca do nieba wygoni”. Nie przeciwko samym odpustom, ale takim właśnie nadużyciom, ogłosił Luter swoich 95 tez, wzywając do dyskusji nad nimi.
Dzięki rozwijającej się sztuce drukarskiej, w dwa tygodnie tezy były znane w całych Niemczech, a po miesiącu obiegły całą Europę, mimo że sam Luter nie przyłożył do tego ręki. Tezy po roku dotarły nawet do Jerozolimy.

## Wybrane tezy
- Teza 1: Gdy Pan i Mistrz nasz Jezus Chrystus rzecze: „pokutujcie”, to chce, aby całe życie wiernych było nieustanną pokutą.
- Teza 2: W żaden sposób nie można pod wyrazem „pokutujcie” rozumieć Sakramentu pokuty, to jest spowiedzi i zadośćuczynienia, które kapłan sprawuje.
- Teza 7: Bóg nie odpuszcza nikomu win, jeśli zarazem nie przywodzi go do upokorzenia się przed kapłanem, jako swoim zastępcą.
- Teza 13: Umierających śmierć zwalnia z pokuty; są oni prawnie wolni od wszystkich kościelnych ustanowień, bo umierają.
- Teza 21: Mylą się przeto kaznodzieje odpustowi twierdząc, że przez odpust papieski człowiek staje się wolny od wszelkiej męki i zbawiony.
- Teza 36: Każdy chrześcijanin, który za grzechy żałuje prawdziwie, ma i bez listu odpustowego zupełne odpuszczenie kary i winy.
- Teza 38: Nie należy jednak gardzić odpustem papieża, gdyż, jak to już powiedziałem, stanowi on objaśnienie Boskiego przebaczenia.
- Teza 43: Należy pouczać chrześcijan, że ten, kto daje ubogiemu albo wspiera potrzebującego, lepiej czyni, niż gdyby kupował odpusty.
- Teza 45: Należy pouczyć chrześcijan, iż ten, co widzi ubogiego i mimo to kupuje odpust, ten nie odpust papieża nabywa, ale gniew Boży ściąga na siebie.
- Teza 46: Należy pouczyć chrześcijan, iż oni, gdy nie są zbyt bogaci, powinni zatrzymać to co potrzebne dla ich domu, a nie wyrzucać na próżno na odpusty.
- Teza 62: Istotny, prawdziwy skarb Kościoła to święta Ewangelia chwały i łaski Bożej.
- Teza 81: Następstwem koniecznym bezczelnych kazań odpustowych jest to, że i uczonemu trudno obronić papieża przed zarzutami i bezsprzecznie ostrymi oskarżeniami prostaczków.

- Teza 82: Na przykład: dlaczego papież dla świętej miłości i dla cierpień, jakie dusze w czyśćcu ponoszą, dusz tych naraz nie wyzwoli z czyśćca; gdy tymczasem dla tak małej przyczyny, jaką jest budowa kościoła św. Piotra, za pieniądze tyle dusz wyzwala?

- Teza 86: Będąc bogatym ponad magnatów, czemu to papież nie za swoje własne pieniądze, lecz za pieniądze ubogich wiernych buduje kościół św. Piotra?

- Teza 92: Więc precz z prorokami, którzy wołają: pokój, pokój, pokój, a pokoju nie ma (Ezech. 13,10.16).
- Teza 94: Należy upominać chrześcijan, aby usiłowali iść za Chrystusem jako głową swoją, przez krzyż, śmierć i piekło.

- Teza 95: I byli pewni, że raczej cierpieć, niż używając fałszywego pokoju, wejść mogą do niebios.